# Le Montet
Le Montet település Franciaországban, Allier megyében. Lakosainak száma 469 fő (2022. január 1.). Le Montet Deux-Chaises, Rocles, Saint-Sornin és Tronget községekkel határos.

## Népesség
A település népességének változása:
| Lakosok száma | 583  | 544  | 534  | 509  | 485  | 469  | 467  | 469  | 469  | 469  |
|               | 1968 | 1982 | 1990 | 2006 | 2013 | 2015 | 2017 | 2019 | 2020 | 2022 |